# Andebbia
Andebbia — рід грибів родини Mesophelliaceae. Назва вперше опублікована 1996 року.

## Класифікація
До роду Andebbia відносять 1 вид:
- Andebbia pachythrix